# جینی پارخوس
جینی پارخوس (به انگلیسی: Jaynie Parkhouse) (زادهٔ ۱۷ آوریل ۱۹۵۶) شناگر اهل نیوزیلند است.